# 国家法官学院
国家法官学院（最高人民法院法官国际交流中心、最高人民法院司法案例研究院），位于北京市丰台区南四环西路111号，是中华人民共和国最高人民法院直属事业单位，是中国法官教育培训的主要机构。

## 沿革
1985年，创建全国法院干部业余法律大学。1988年，升格为中国高级法官培训中心。1997年，正式成立国家法官学院。国家法官学院原址在北京市通州区天成桥甲1号，占地面积75亩，可同期培训300人。2015年9月15日，最高人民法院院长周强出席了国家法官学院秋季开学典礼并为新校区建设落成揭牌。国家法官学院位于北京市丰台区南四环西路111号的新校区正式启用。新校区占地面积248亩，建筑面积将近6万平方米，可同期培训750人。
截至2015年底，国家法官学院在全国设立北京、上海、江苏、海南、青岛海事等25个分院，另在筹备8个分院。国家法官学院分院同时也是各高级人民法院的法官教育培训机构，承担辖区内法官培训任务。经最高人民法院批准，截至2015年底，先后有北京市第一中级人民法院、天津市第一中级人民法院等77个法院被确定为全国法院法官培训现场教学基地。
国家法官学院是最高人民法院对外交流窗口，兼有“最高人民法院法官国际交流中心”职能。
2016年9月30日，最高人民法院举办最高人民法院司法案例研究院揭牌暨“中国司法案例网”开通活动。最高人民法院院长周强出席并讲话。

## 历任院长
1. 曹建明（1999年—2003年）
2. 郑成良（2003年—2004年）
3. 怀效锋（2004年—2010年）
4. 高憬宏（2010年12月—2012年6月）
5. 黄永维（2012年11月21日—2018年1月10日）[4]
6. 黄文俊（2018年1月10日—2020年9月18日）
7. 孙晓勇（2020年9月18日至今）